# Jekaterina Wladimirowna Karabutowa
Jekaterina Wladimirowna Karabutowa (russisch Екатерина Владимировна Карабутова; * 23. Februar 2000) ist eine russische Handballspielerin. Sie ist russische Nachwuchs-Nationalspielerin im Hallen- und Beachhandball. Sie spielt auf der Position der Torhüterin.

## Hallenhandball
Jekaterina Karabutowa spielt für den russischen Erstligisten GK Dynamo Wolgograd, nachdem sie auch dessen Jugendmannschaften durchlaufen hatte.
Karabutowa gehörte zur russischen Mannschaft bei den U18-Weltmeisterschaften in Kielce. Sie gewann mit ihrer Mannschaft alle Spiele des Turniers und siegte im Finale über die Vertretung Ungarns. Schon im Jahr zuvor wurde sie mit der russischen Mannschaft bei den U17-Europameisterschaften in Michalovce Vierte. Dieselbe Platzierung erreichte sie beim Europäischen Olympischen Jugendfestival 2017 in Győr.

## Beachhandball
Das erste internationale Turnier mit einer russischen Auswahl bestritt Karabutowa 2018 bei den Jugendeuropameisterschaften in Ulcinj, Mazedonien. Nachdem Russland alle Vorrundenspiele gewonnen hatte, traf man als Tabellen-Erste ihrer Gruppe schon im Viertelfinale auf die Turnier-Favoriten aus Ungarn, die sich eine seltene Niederlagen gegen Spanien geleistet hatten und so nur Gruppenzweite waren. Nachdem der erste Satz klar mit 14-20 verloren wurde, gestaltete sich der zweite Satz mit 17-19 enger, doch gewann am Ende Ungarn das Spiel klar mit 2-0 Sätzen. Somit spielte Russland anschließend nur noch um die Platzierung, schlug hier zunächst die Ukraine, unterlag dann aber im Spiel um Rang fünf Spanien.

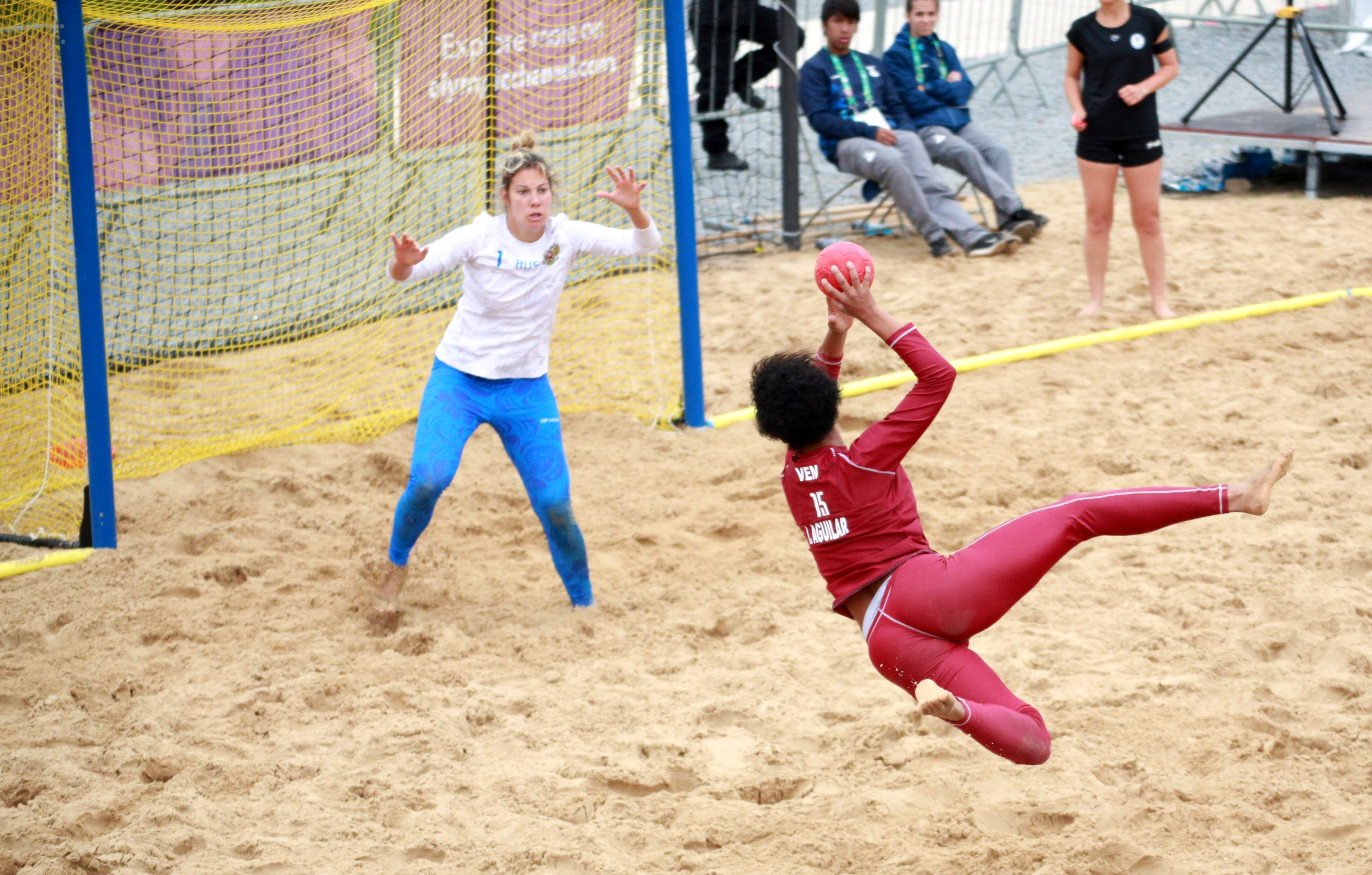
Karabutowa erwartet den Torwurf von Iskari Águilar im Trostrundenspiel gegen Venezuela bei den Olympischen Jugendspielen 2018

Für die Olympischen Jugend-Sommerspiele 2018 in Buenos Aires erhielt Russland eine der beiden Wildcards. Beachhandball war in Argentinien zum ersten Mal im olympischen Programm. Karabutowa war die einzige nominelle russische Torfrau, anders als die meisten ambitionierten Teams verzichtete die russische Trainerin Anna Sidoritschewa auf eine zweite Torhüterin, nur Argentinien trat hier mit Rosario Soto nur mit einer Torfrau an. Russland startete mit einer Niederlage im Shootout gegen Chinesisch-Taipeh (Taiwan) in das Turnier und unterlag auch im nächsten Spiel klar gegen Kroatien. Persönlich zeigte sie im zweiten Spiel eine gute Leistung und wehrte fast ein Drittel aller gegnerischen Würfe ab. Auch das dritte Spiel wurde gegen Ungarn, eine der Favoriten-Mannschaften, verloren. In diesem Spiel zeigte Karabutowa eine weniger gute Leistung, sie konnte nur einen von 32 gegnerischen Würfen abwehren. Gegen Amerikanisch-Samoa, einen der beiden krassen Außenseiter, gelang schließlich im vierten Spiel der erste, sehr deutliche Sieg. Karabutowa selbst steuerte vier Punkte zum Erfolg bei und hielt auch mehr als 40 % der gegnerischen Würfe, obwohl Amerikanisch-Samoa vor allem leichte ein-Punkte-Würfe anstatt der komplizierteren Dreh- und Flugwürfe versuchte. Der Sieg im nächsten Spiel über Mauritius war noch deutlicher, im gesamten Spiel ließen die Russinnen nur 12 gegnerische Würfe zu, von denen Karabutowa zudem die Hälfte hielt. Nur in einem anderen Spiel warf eine Mannschaft weniger als die sechs Punkte von Mauritius gegen Russland, zudem erzielte nur Ungarn mit 68 Punkten bei ihrem Sieg über Russland mehr Punkte als Russland mit 61 bei diesem Sieg über Mauritius. Auch Karabutowa erzielte erneut ein direktes Tor und damit zwei Punkte. Dennoch schaffte Russland die Qualifikation für die Hauptrunde nicht und musste in die Trostrunde. Hier gewannen sie das erste Spiel gegen Hongkong deutlich, Karabutowa hielt erneut die Hälfte der gegnerischen Torversuche. Auch gegen die Türkei und Venezuela wurde klar in zwei Sätzen gewonnen. Gegen Venezuela hielt sie wieder 45 % der gegnerischen Würfe und gab ihren einzigen Assist im Turnierverlauf. Venezuela war schließlich auch der Gegner im letzten Platzierungsspiel um den siebten Rang. Beide Sätze waren sehr knapp und konnten von Russland jeweils nur mit einem Punkt Vorsprung gewonnen werden. Karabutowa warf in dem Spiel ihr viertes direktes Tor und erzielte damit ihre Punkte sieben und acht im Turnierverlauf. Wie viele Torhüterinnen des Turniers interpretierte sie ihre Rolle durchaus offensiv. Damit erzielte sie mehr Punkte als ihre im Feld spielende Mannschaftskameradin Kristina Grigorowskaja, die ohne Treffer blieb und nur vier Punkte weniger als Alina Sinelnikowa.

## Einzelbelege
1. ↑  Handball Poland 2018 | IHF Youth U18 Women's World Championship. Abgerufen am 23. Februar 2021 (polnisch).
2. ↑  European Handball Federation - 2017 W17 EURO / Final Tournament. Abgerufen am 23. Februar 2021 (englisch).
3. ↑  European Handball Federation - 2017 Women's European Youth Olympic Festival 17 / Final Tournament. Abgerufen am 23. Februar 2021 (englisch).
4. ↑  European Handball Federation - 2018 Women's ECh Beach Handball 18 / Final Tournament. Abgerufen am 23. Februar 2021 (englisch).
5. ↑  in der Trostrunde erzielt Mauritius gegen Venezuela nur vier Punkte, in der Vorrunde gegen Kroatien und Ungarn sowie in der Trostrunde gegen die Türkei ebenfalls nur sechs Punkte
6. ↑  allerdings einschließlich des Shootout
7. ↑  2018 Summer Youth Olympics Official Result Book Beach handball

| Personendaten    | Personendaten |
| ---------------- | --- |
| NAME             | Karabutowa, Jekaterina Wladimirowna                                                                                                  |
| ALTERNATIVNAMEN  | Karabutowa, Jekaterina; Карабутова, Екатерина Владимировна (russisch); Karabutova, Yekaterina Vladimirovna (englische Transkription) |
| KURZBESCHREIBUNG | russische Handballspielerin |
| GEBURTSDATUM     | 23. Februar 2000 |